# Kindermord in Bethlehem

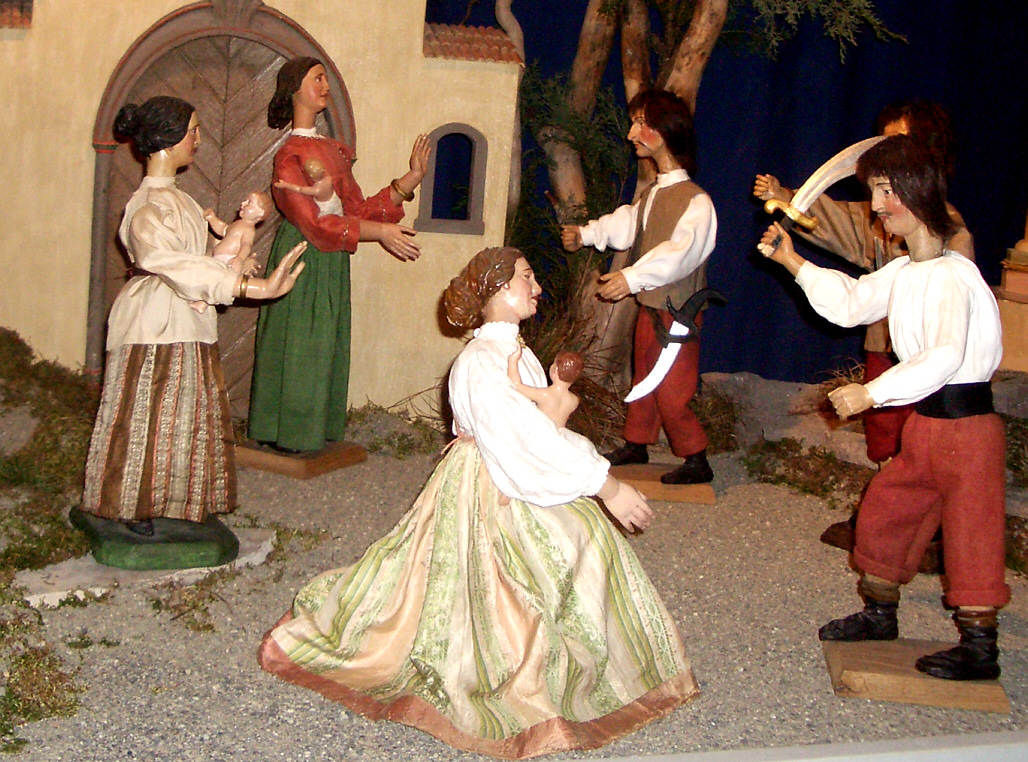
Darstellung des Bethlehemitischen Kindermords in der barocken Krippe von Gutenzell

Als Kindermord in Bethlehem (auch Bethlehemitischer Kindermord) bezeichnet die christliche Tradition die in der Weihnachtsgeschichte des Matthäusevangeliums (Mt 2 ) überlieferte Tötung aller männlichen Kleinkinder in Bethlehem, die von König Herodes dem Großen angeordnet worden sei, um den – wie ihn der Evangelist nennt – neugeborenen König der Juden, Jesus von Nazaret, zu beseitigen. Eine Mehrheit der Herodes-Biographen und „wahrscheinlich eine Mehrheit der Bibelforscher“ halten das Ereignis für fiktiv.

## Biblische Darstellung
Das zweite Kapitel des Matthäusevangeliums (Mt 2 ) berichtet im Rahmen der Erzählung von der Geburt Jesu Christi in Bethlehem über die Verehrung des Neugeborenen durch Sterndeuter (später fälschlich bezeichnet als die Heiligen Drei Könige) aus dem Osten. Dort heißt es:

„Als Jesus zur Zeit des Königs Herodes in Bethlehem in Judäa geboren worden war, kamen Sterndeuter aus dem Osten nach Jerusalem und fragten: Wo ist der neugeborene König der Juden? Wir haben seinen Stern aufgehen sehen und sind gekommen, um ihm zu huldigen.“

Mt 2 erzählt davon, dass der herrschende König Herodes „erschrickt“ und die Schriftgelehrten Israels befragt, wo diese Geburt stattgefunden habe. Diese nennen Bethlehem als Geburtsort. Bethlehem gilt als Stadt Davids, dem Gott verheißen hatte, sein Nachkomme werde auf ewig den Thron erben (2 Sam 7,16 ). Damit schlägt Matthäus den Bogen zum ersten Kapitel, in dem die Abstammung Jesu über Josef auf David zurückgeführt wird (Mt 1,1–17 ), und zitiert den Propheten Micha (Mi 5,1 ).
Für Herodes ist ein Thronanwärter, der sich auf eine Abstammung von David beruft, gefährlich. Dementsprechend gibt er den Sterndeutern den Auftrag, nachzuforschen, dann zurückzukommen und Bericht zu erstatten, vorgeblich, um ihm selbst huldigen zu können (Mt 2,8 ).
Die Sterndeuter finden das neugeborene Kind Jesus in Bethlehem, werden aber durch einen Traum davor gewarnt, wieder zu Herodes zu gehen (Mt 2,12 ). Auch Josef wird in einem Traum von Gott gewarnt und aufgefordert, das Land zu verlassen und mit seiner Frau Maria und dem Kind nach Ägypten zu fliehen (Mt 2,13–15 ).
So entgeht Jesus dem Zorn des Herodes:

„Als Herodes merkte, dass ihn die Sterndeuter getäuscht hatten, wurde er sehr zornig und er ließ in Bethlehem und der ganzen Umgebung alle Knaben bis zum Alter von zwei Jahren töten, genau der Zeit entsprechend, die er von den Sterndeutern erfahren hatte.“

Matthäus sieht darin ein Zitat des Propheten Jeremia als erfüllt an:

„Damals erfüllte sich, was durch den Propheten Jeremia gesagt worden ist: Ein Geschrei war in Rama zu hören, lautes Weinen und Klagen: Rahel weinte um ihre Kinder und wollte sich nicht trösten lassen, denn sie waren dahin.“

## Schätzungen des Ausmaßes
Während die griechische Liturgie 14.000 ermordete Knaben nennt und mittelalterliche Autoren bis zu 144.000 Opfer annahmen, sprachen spätere Theologen (Joseph Knabenbauer, August Bisping) aufgrund der anzunehmenden Größe des Ortes Bethlehem zu biblischen Zeiten nur noch von etwa sechs bis zwanzig erschlagenen Kindern.

## Frühe Rezeption

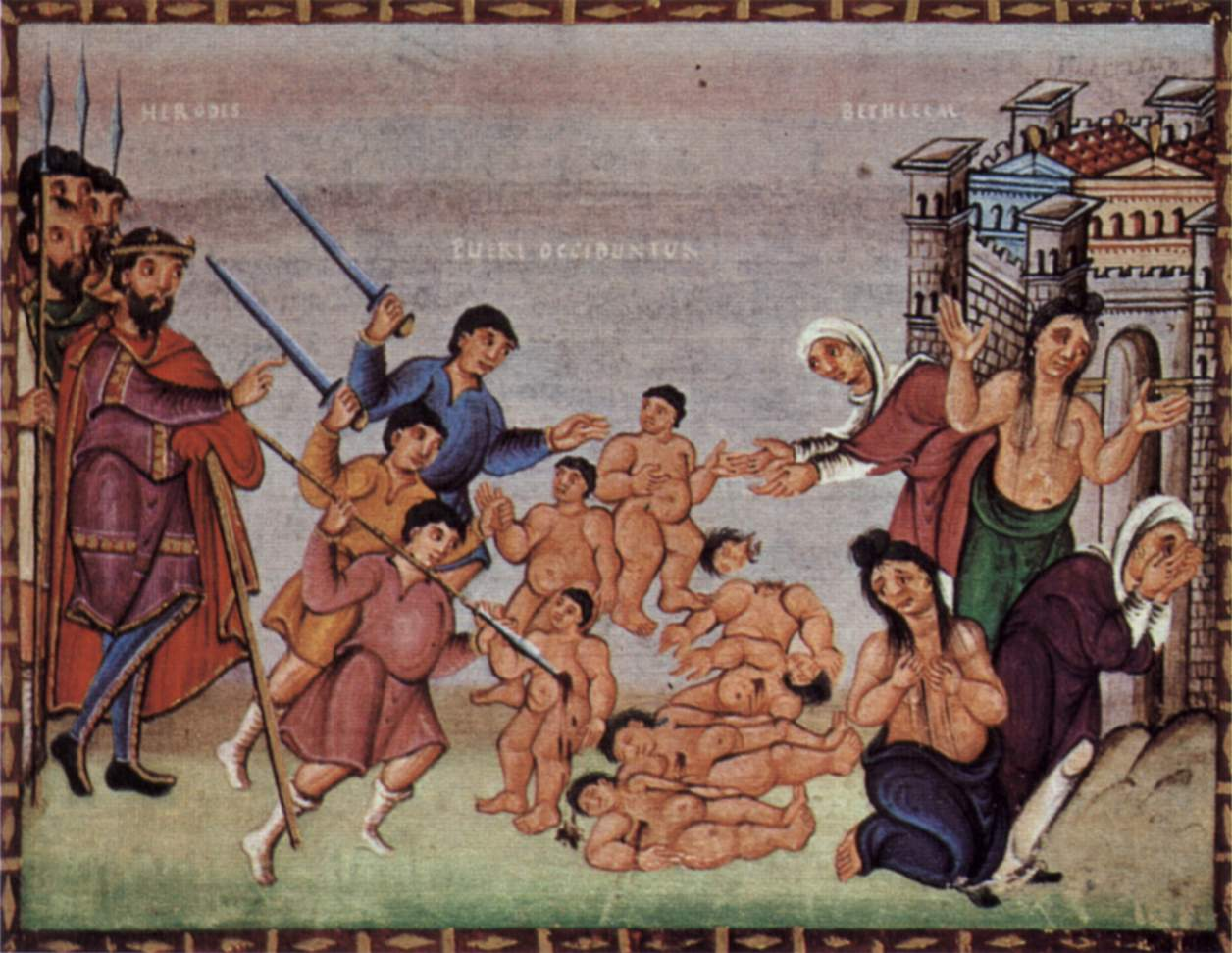
Codex Egberti, fol. 15v: Bethlehemitischer Kindermord (Meister des Registrum Gregorii und der Reichenauer Malschule, 10. Jahrhundert)

Ältestes Zeugnis für die Rezeption des biblischen Berichts vom Bethlehemitischen Kindermord ist eine Predigt des Bischofs Optatus von Mileve aus der Zeit um 360. Auch Augustinus († 430) und Caesarius von Arles († 542) rühmen die „kindlichen Märtyrer“, denen es vergönnt gewesen sei, nicht nur als Zeugen für Jesus, sondern sogar stellvertretend für ihn zu sterben.
Eine der ältesten bildlichen Darstellungen des Kindermordes findet sich im Codex Egberti (10. Jahrhundert).

## Historizität
Matthäus’ Geschichte ist in keinem anderen Evangelium zu finden, und auch der jüdische Historiker Josephus erwähnt sie in seinen ca. 94 n. Chr. entstandenen Jüdischen Altertümern nicht. Die meisten modernen Herodes-Biographen lehnen eine Historizität der Erzählung ab. Der klassische Historiker Michael Grant erklärte zum Beispiel: „Die Geschichte ist nicht Geschichte, sondern Mythos oder Volkskunde.“
Zudem würde die Geschichte vom Kindermord in Bethlehem voraussetzen, dass Jesus wirklich in Bethlehem geboren wurde, und dies ist keineswegs sicher. Die wissenschaftliche Forschung sieht den tatsächlichen Geburtsort Jesu mehrheitlich in Nazareth, weil sich die Bethlehem-Geburtsgeschichten bei Matthäus und Lukas nicht in Einklang bringen lassen und auch der von Lukas (2,2 ) behauptete reichsweite Zensus fragwürdig ist. Die erste nachweisbare Provinzzählung unter Publius Sulpicius Quirinius in der Provinz Judäa fand erst im Jahr 6 n. Chr. statt, also ein Jahrzehnt nach dem Tod des Herodes. Zu dessen Lebzeiten war Judäa noch nicht Teil der römischen Provinzialordnung. Bethlehem sei vermutlich erst aufgrund nachösterlicher Reflexion als angeblicher Geburtsort Jesu ins Spiel gekommen, da im Alten Testament geweissagt war, dass der Messias bzw. künftige Herrscher aus Bethlehem, der Stadt Davids, kommen sollte (Mi 5,1 ).
Es gibt nur einen außerbiblischen – aber nicht zwingend unabhängigen – und zudem sehr späten Beleg für den Kindermord des Herodes, und zwar bei Ambrosius Theodosius Macrobius in seiner Schrift Saturnalia (Saturnalien), geschrieben um 420 nach Christus. Dort zählt der Autor etliche Bonmots des Kaisers Augustus auf, darunter folgendes:

„Cum audisset inter pueros, quos in Syria Herodes rex Iudaeorum intra bimatum iussit interfici, filium quoque eius occisum, ait: melium est Herodis porcum esse quam filium.

Als er [Augustus] hörte, dass unter den bis zu zweijährigen Knaben, die Herodes, König der Juden, in Syrien töten ließ, auch sein eigener Sohn war, sagte er: Bei Herodes ist es besser, sein Schwein zu sein als sein Sohn.“

Dieser Satz ergäbe im Altgriechischen – wäre er denn ursprünglich in dieser Sprache gesagt worden – ein Wortspiel, weil dort die Wörter für „Sohn“ und „Schwein“ sehr ähnlich waren. Da Schweine als unkoschere Tiere in Israel nicht geschlachtet wurden, wäre man somit als Schwein sicherer, als wenn man ein Sohn des Herodes wäre.
Es wurde überlegt, ob diese Nachricht eine unabhängige Bestätigung für den Kindermord des Herodes sein könnte. Theo Mayer-Maly bejahte dies, da Macrobius Heide gewesen sei und daher seine Kenntnis kaum aus dem Matthäusevangelium habe. Dagegen gingen die Althistoriker Walter Otto und Hermann Bengtson davon aus, dass Macrobius sein Wissen vom bethlehemischen Kindermord aus der christlichen Tradition übernommen hatte. Für den geringen Quellenwert der Macrobius-Notiz spricht, dass Macrobius hier offensichtlich zwei verschiedene Überlieferungen gekoppelt bzw. vermischt hat: Denn Herodes ließ zwar laut Flavius Josephus (Antiquitates Iudaicae 16,4,1–5) zwei seiner Söhne (Antipatros und Aristobulos) hinrichten, aber keinen davon als Säugling oder in Kontext mit einem Kindermord in Bethlehem, wie Macrobius hier nahelegt.

## Ähnlichkeiten in der Mythologie
Etliche Exegeten (Ausleger) gehen von einem mythologischen Motiv des Kindermords anlässlich der Ankunft eines heiligen Königs aus. Hierbei werden aber ausschließlich Quellen der im 19. Jahrhundert beliebten germanischen, griechischen sowie indischen Traditionen rezipiert. Der Umgang mit diesen Quellen steht in der neueren Forschungsdiskussion unter starker Kritik. So soll Kamsa, König von Mathura, versucht haben, das Aufwachsen Krishnas zu verhindern, indem er etliche Kinder hinschlachten ließ. Auch dem mythischen König Arthur (Artus) war von Merlin geweissagt, einst würde ihn ein an einem 1. Mai geborenes Kind ablösen. Darum ließ er alle zur fraglichen Zeit geborenen Kinder edler Herkunft, die als Prinzen in Frage kamen, einsammeln und auf ein Schiff verfrachten, das auf hoher See versenkt wurde. Ein weiteres Beispiel bietet die griechische Mythologie: Laios, der König von Theben, will seinen Sohn Ödipus umbringen lassen, um einem Orakelspruch zu entgehen. Wie in solchen Geschichten üblich, nützte weder Arthur noch Laios ein solches Aufbegehren gegen das Schicksal; denn sowohl Mordred im Falle Arthurs als auch Ödipus entkamen glücklich und wurden aufgezogen.
Sind die vorgenannten Motive rein äußerlich vergleichbar, so könnte ein im Alten Testament berichteter Kindermord als Vorlage gedient haben: Der Pharao ließ alle neugeborenen Knaben der Israeliten töten. Allerdings war hier das Motiv nicht die Ausschaltung eines persönlichen Konkurrenten, sondern die demographische Schwächung eines versklavten Volkes. Damals entging Mose dem Kindermord (2. Mose 2,1–10 ).

## Fest der Unschuldigen Kinder

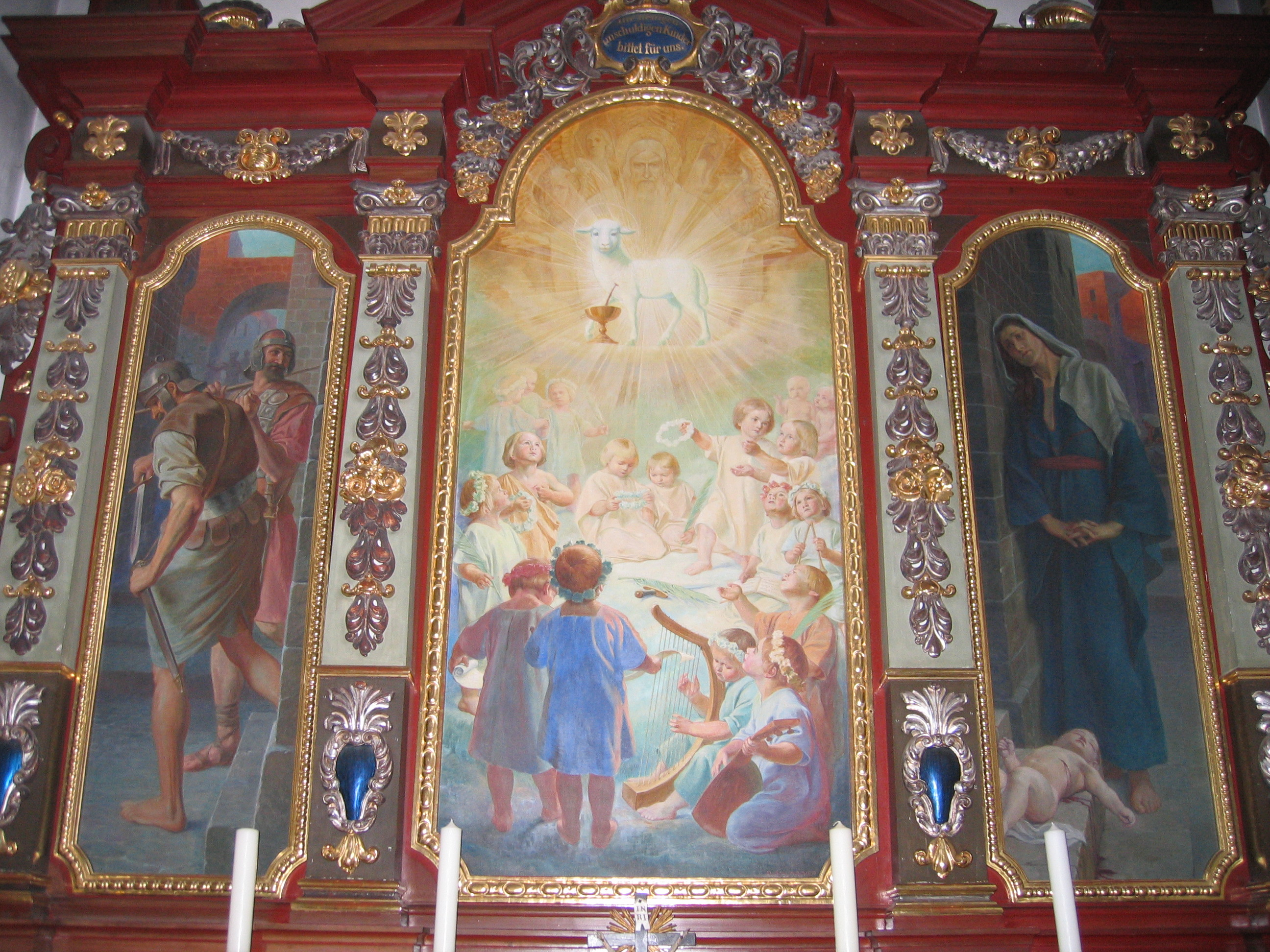
Altar der Unschuldigen Kinder in der Basilika Altötting

Die römisch-katholische, anglikanische und orthodoxe Kirche begehen das Fest der unschuldigen Kinder. Im Evangelischen Gottesdienstbuch ist er als besonderer Gedenktag der Kirche verzeichnet. Das Fest erscheint im Sacramentarium Leonianum und 505 in einem liturgischen Kalender aus Nordafrika. Der Festtag differiert heute in den verschiedenen Konfessionen:
- römisch-katholische und evangelische Kirche: 28. Dezember
- syrische und chaldäische Kirchen: 27. Dezember
- orthodoxe Kirchen: 29. Dezember
- anglikanische Kirche: 1. Dezember / 28. Dezember

### Brauchtum
In den Jahren 680/81 wurde das Festum puerorum auf dem 6. Ökumenischen Konzil verboten, weil sich dieses Fest der Kinder mit einem „Narrenfest“ verbunden hatte, das möglicherweise in der Tradition orientalischer Narrenkönige, römischer Saturnalien und eventuell auch keltischer Tiervermummung stand. Dieses Brauchtum erfreute sich unter Laien großer Beliebtheit. Er wurde trotz kirchlicher Verbote weiterhin mit Narrenspielen wie der „Eselsmesse“ begangen.
Die Reformation schaffte diesen Brauch ab, in den meisten katholischen Gegenden Deutschlands starb er im 18. Jahrhundert aus. Allerdings hält sich bis heute in Teilen Österreichs der Brauch, Kinder an diesem Tag die Erlaubnis zu erteilen, den Erwachsenen durch Rutenschläge Glück und Gesundheit fürs kommende Jahr zu wünschen. Beim Schlagen, genannt „Schappen“, sagen dabei die Kinder Verse auf und erhalten als Dank von den gesegneten Erwachsenen kleine Geschenke oder Geld. In der Steiermark und in Kärnten sind folgende Verse gebräuchlich:

„Frisch und g’sund, frisch und g’sund,
Lang leben und g’sund bleibe
und a glücklichs Neujahr!

Frisch und g’sund, frisch und g’sund
long lebm und g’sund bleibm
nix klunzn und nix klogn
bis i wieda kum schlogn!“

oder im Klagenfurter Raum:

„Schapp Schapp frisch und gsund,
 lång lebn gsund bleibn,

 Wünsch a glücklichs neigs johr,
 nix klunzn nix klågn,
 bis i wieda kum schlågn!“

In der Oststeiermark ist folgender Spruch üblich:

„Frisch und g’sund, Frisch und g’sund
ganzes Jahr pumperlg’sund,
gern geb’n, lang leb’n, glückselig sterb’n,
Christkindl am Hochaltar,
 des wünsch i dir zum neuen Jahr.“

In der Obersteiermark (Bezirk Judenburg, Murau usw.) ist folgender Spruch üblich:

„Frisch und g’sund, Frisch und g’sund
laung leb’n, g'sund bleib’n
nix glunz’n, nix klog’n,
bis i wiederkumm schlog’n
s Christkind’l am Hocholtor,
wünscht a guat’s neix Joahr!“

In einigen Regionen Bayerns hielt sich dieser als „Fetzeln“ benannte Brauch bis ins 20. Jahrhundert; der 28. Dezember erhielt mitunter die volkstümliche Bezeichnung „Fetzeltag“.
In Spanien und Teilen Lateinamerikas ist der Día de los Santos Inocentes der Anlass, seine Mitmenschen zu veräppeln, wie man es in Deutschland, Frankreich, Italien und in den angelsächsischen Ländern am 1. April zu tun pflegt. Dies steht in Zusammenhang mit der Mehrdeutigkeit des Adjektivs inocente, was nicht nur „unschuldig“, sondern auch „naiv“ oder „dumm“ heißen kann; solche Streiche werden dort als „inocentadas“ bezeichnet. Aus diesem Grunde trat angeblich auch die spanische Verfassung erst am 29. Dezember 1978 in Kraft, einen Tag später als ursprünglich vorgesehen.
Am Fest der Unschuldigen Kinder wurde bis ins Mittelalter hinein in Klosterschulen der Jüngste für einen Tag auf den Stuhl des Abtes gesetzt, ein Brauch, der sich im Mittelalter (etwa seit dem 13. Jahrhundert) dann allerdings auf den Nikolaustag verschob.
Ebenfalls im Mittelalter wurden die Kinder am Nikolaustag (6. Dezember) oder am Tag der unschuldigen Kinder (28. Dezember) beschenkt; die Bescherung am Heiligabend bzw. am ersten Weihnachtsfeiertag, wie sie heute üblich ist, gab es damals noch nicht.
Heute ist es in vielen Gemeinden der römisch-katholischen Kirche Brauch, am oder um den Gedenktag der Unschuldigen Kinder die Kinder zu segnen. Das Benediktionale bietet dazu ein eigenes Formular.

### Widmungen
Siehe Unschuldige Kinder und Church of the Holy Innocents.

## Der Bethlehemitische Kindermord in der Kunst
Dieses Bildmotiv wurde immer wieder von zahlreichen Malern aufgegriffen.

### Spätantike und Mittelalter

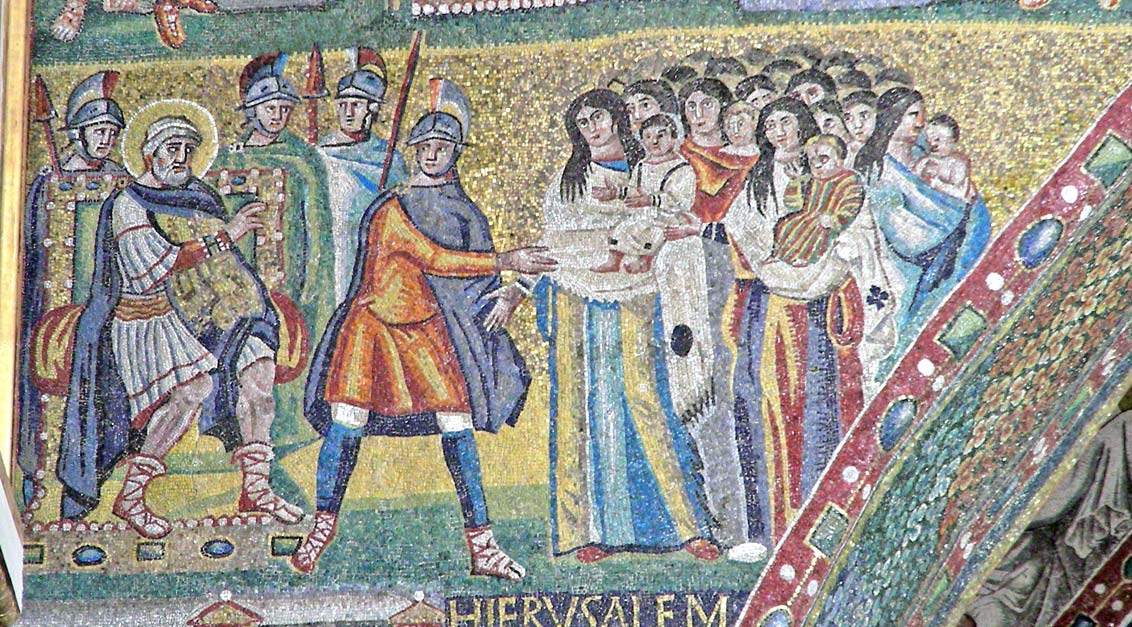
Mosaik in Santa Maria Maggiore in Rom

In der frühchristlichen Kunst tritt das Motiv selten auf, so zum Beispiel in den Mosaiken von Santa Maria Maggiore in Rom.
Die mittelalterliche Kunst stellt es häufiger dar, etwa im Egbert-Codex, im Kanzelrelief von Sant’Andrea in Pistoia, gestaltet von Giovanni Pisano, sowie auf einem Fresko von Giotto di Bondone in der Cappella degli Scrovegni in Padua.

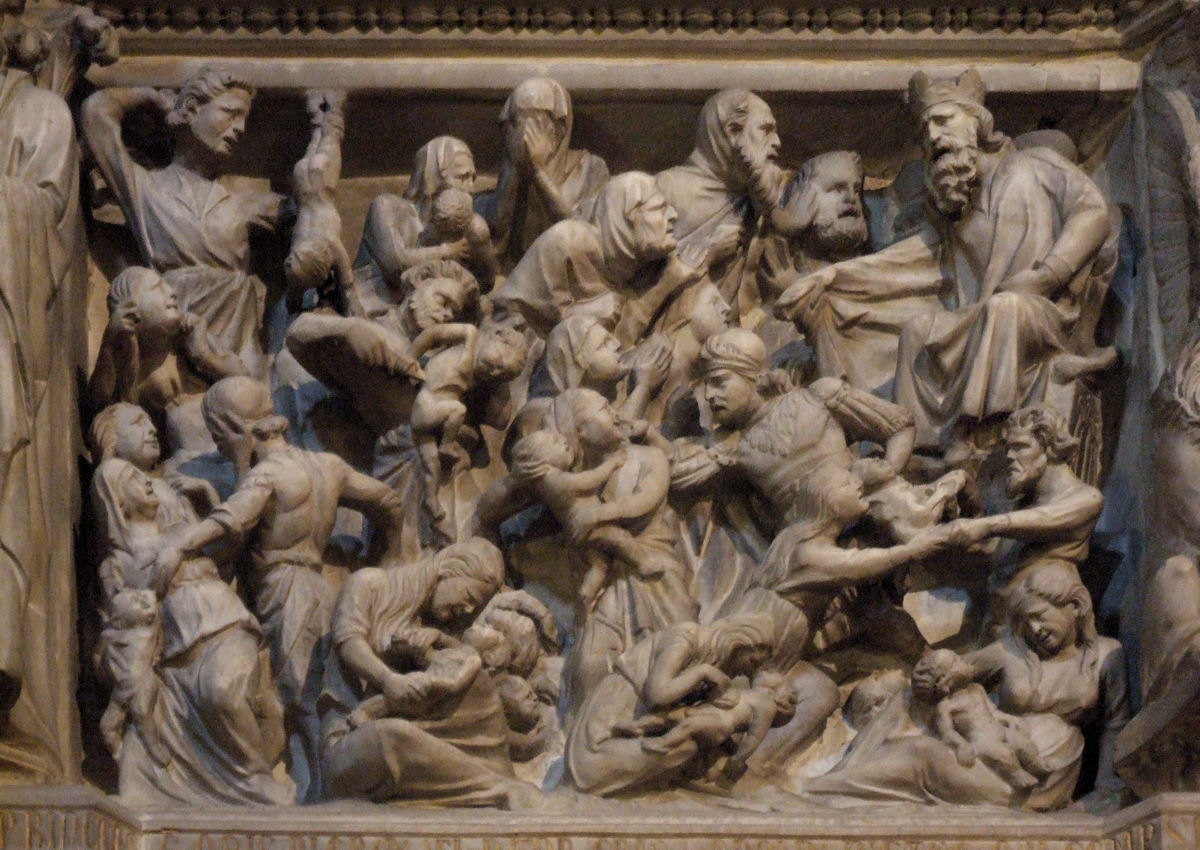
Giovanni Pisano (Sant’Andrea in Pistoia)
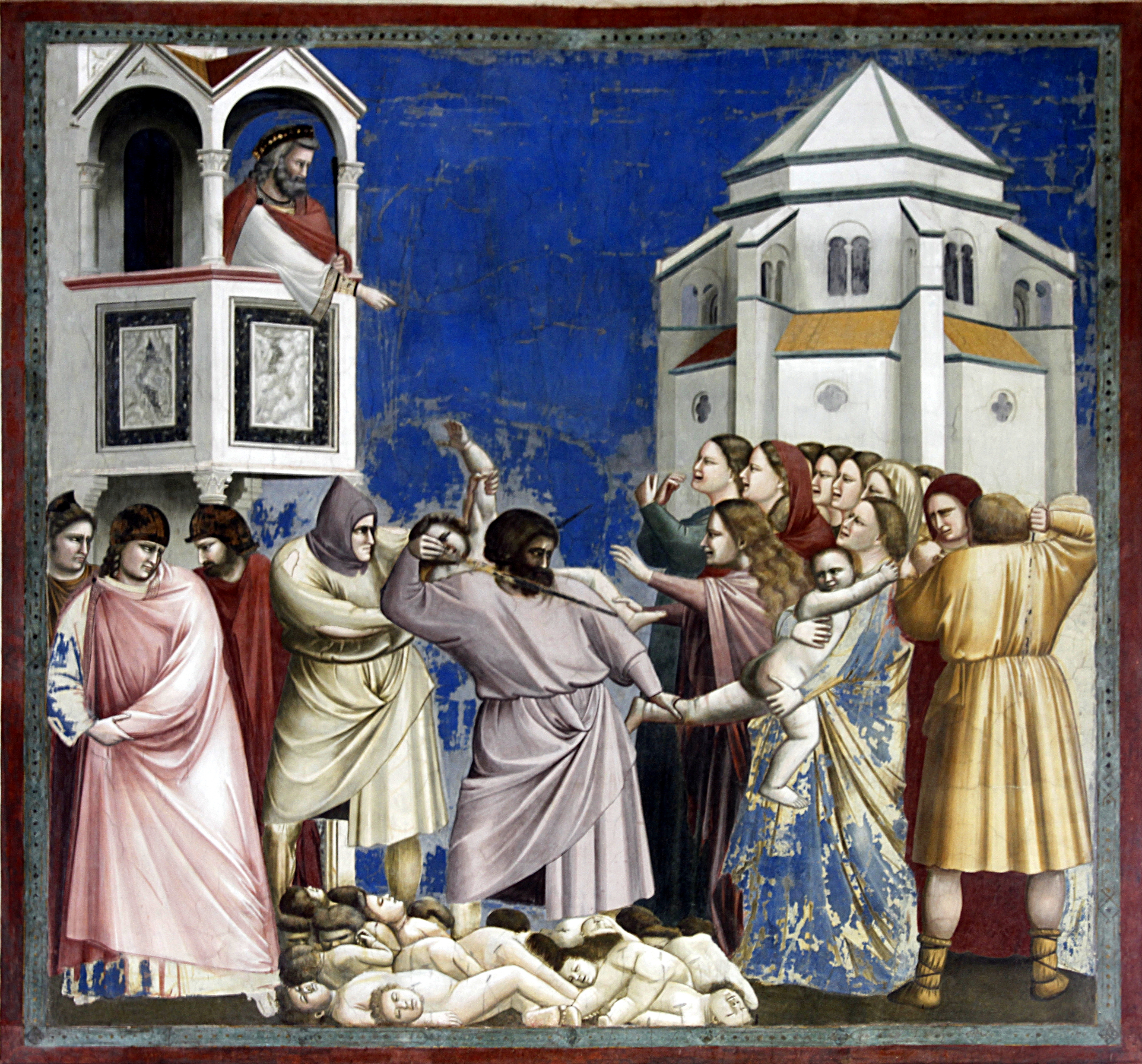
Giotto (Cappella degli Scrovegni, Padua)
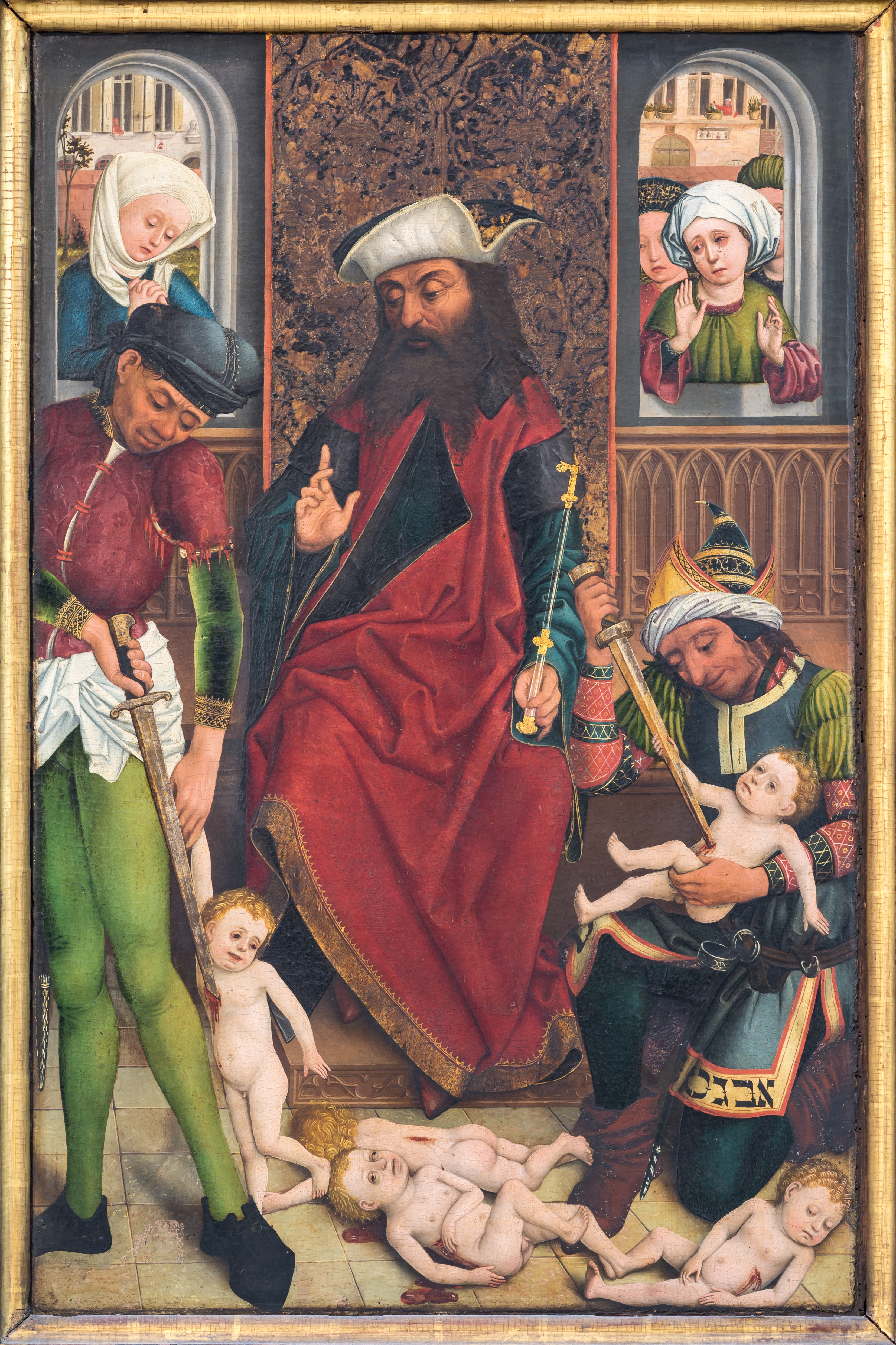
Hans Pleydenwurff (St. Lorenz, Nürnberg)

### Renaissance und Barock

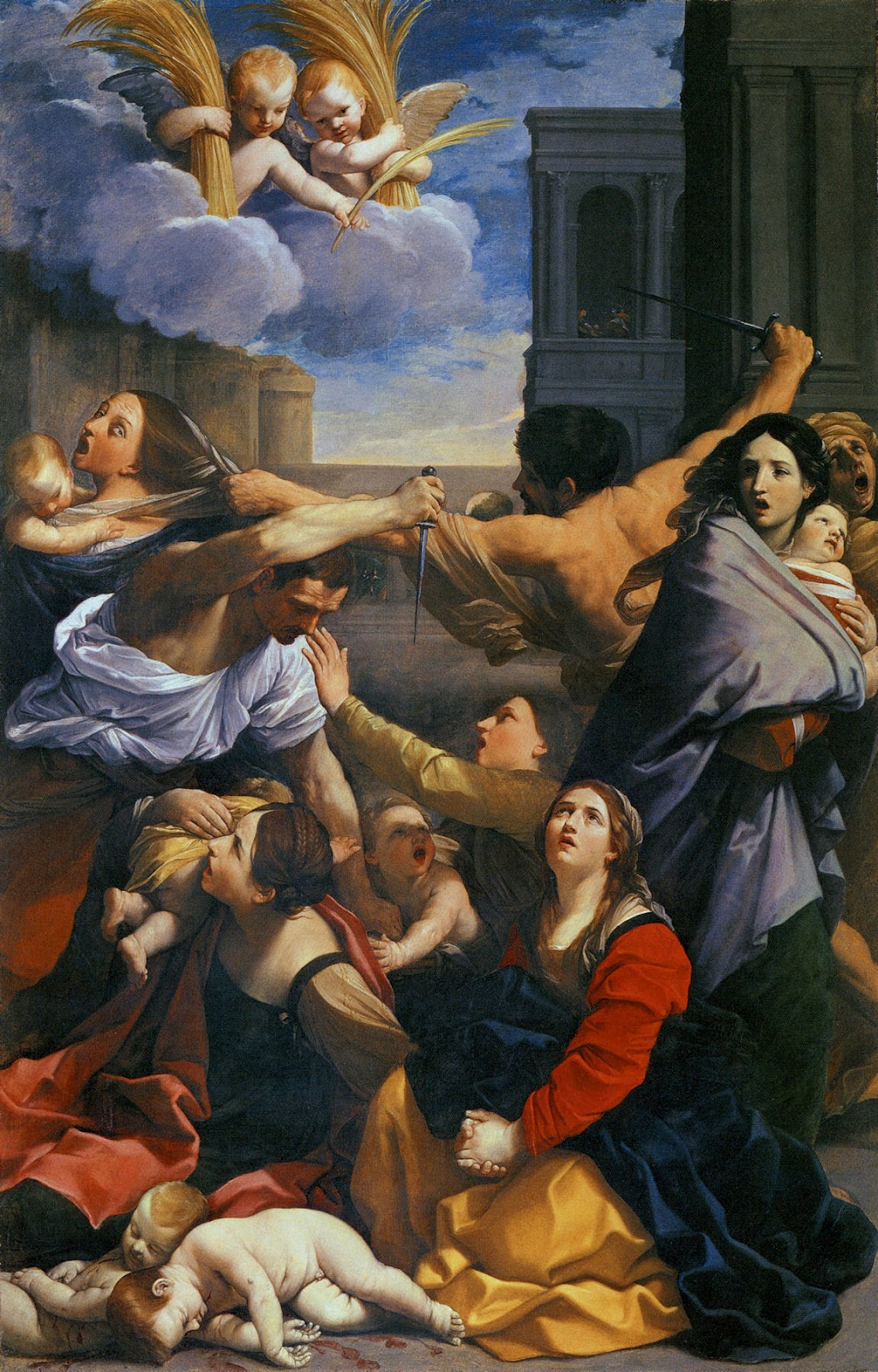
Guido Reni (Pinacoteca Nazionale di Bologna)

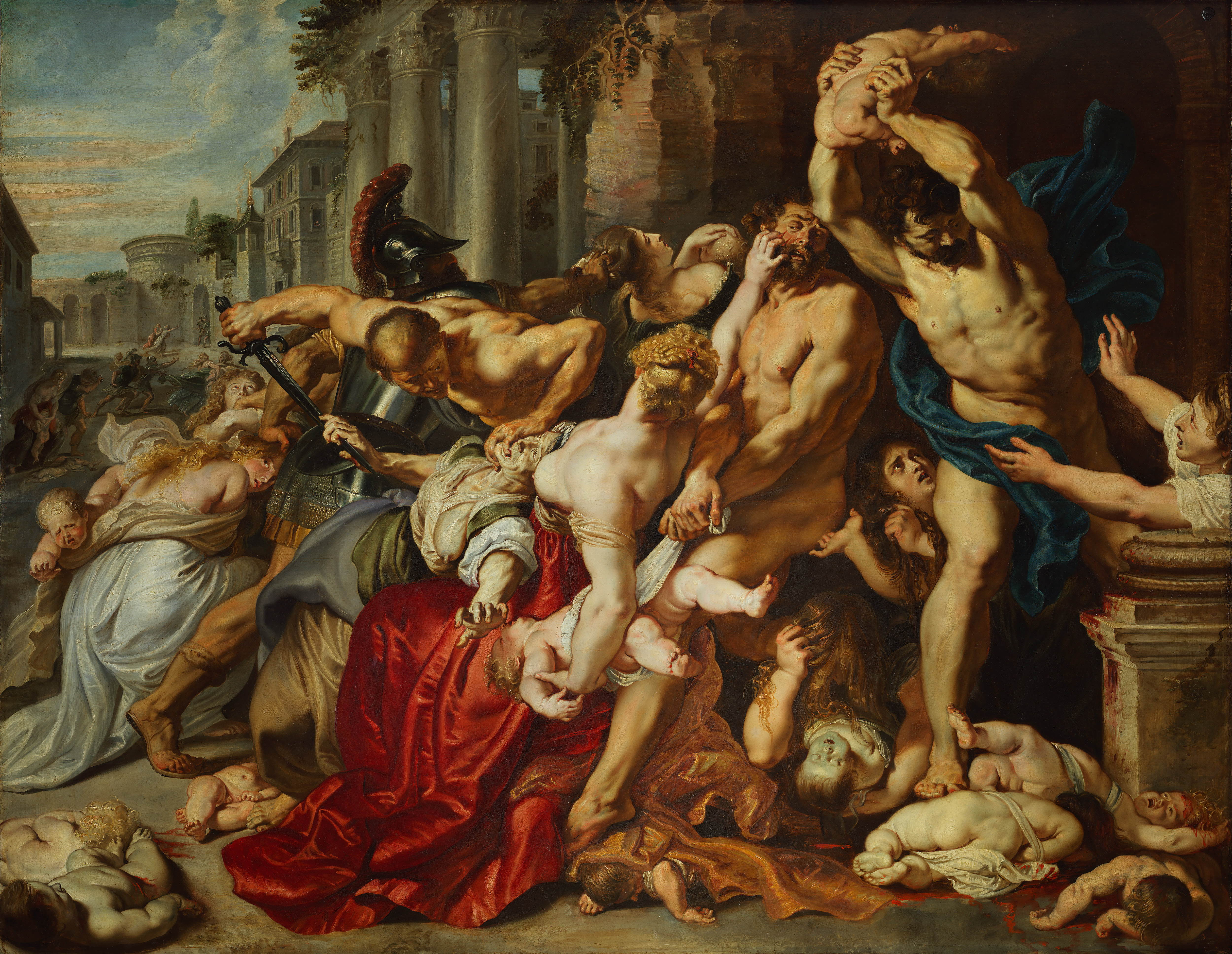
Rubens, um 1609/11 (Art Gallery of Ontario)
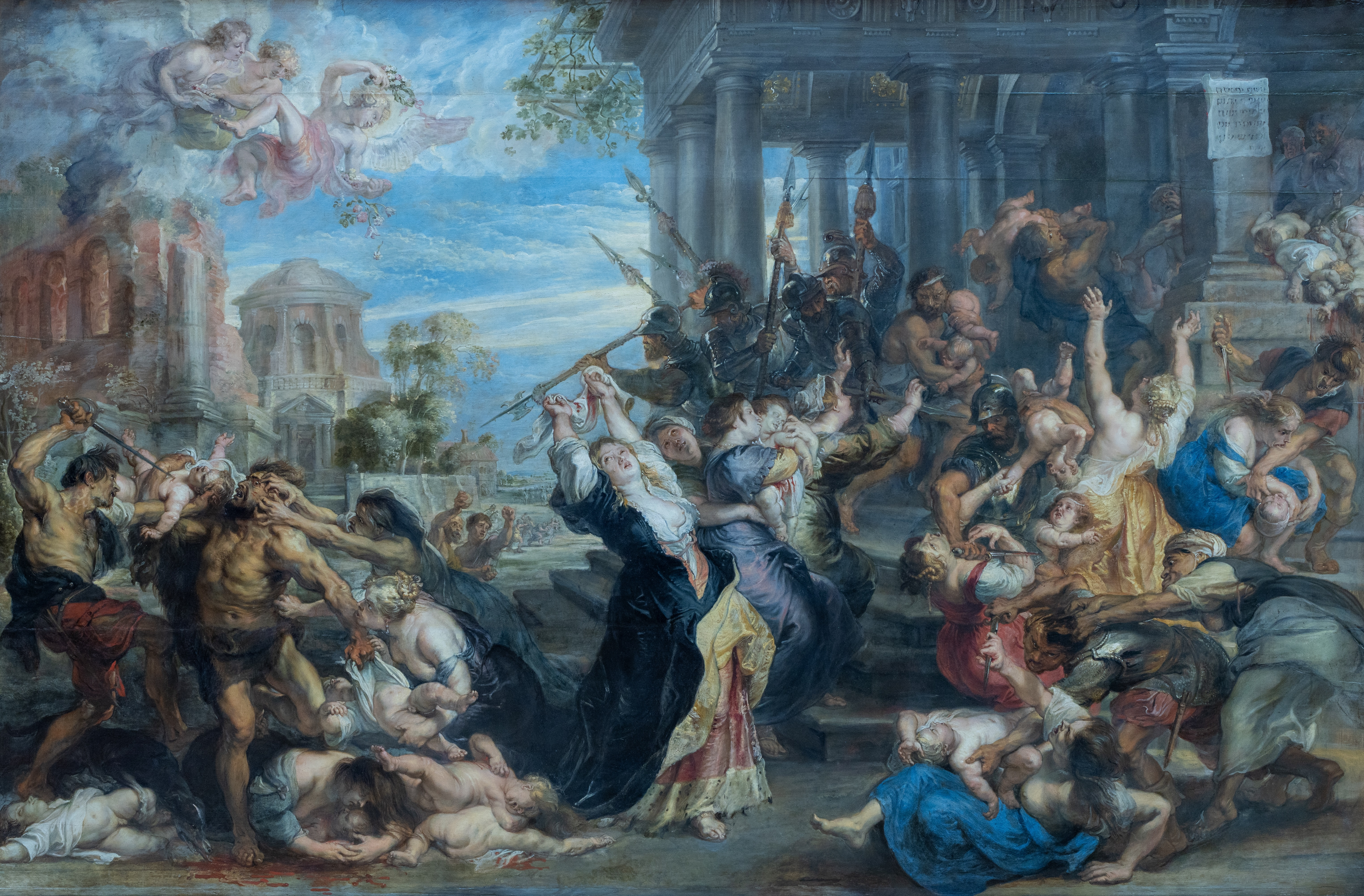
Rubens, um 1638 (Alte Pinakothek, München)

Auch in der Renaissance- und Barockmalerei kommt das Motiv häufiger vor, unter anderem bei Fra Angelico, Lucas Cranach dem Älteren, Pieter Lastman und Guido Reni.
Das Thema wurde im übertragenen Sinn auch von Pieter Bruegel dem Älteren gestaltet, mit Bezug auf die Gräueltaten der spanischen Besatzer gegen die Niederländer im 16. Jahrhundert – siehe Der Bethlehemitische Kindermord (Bruegel).

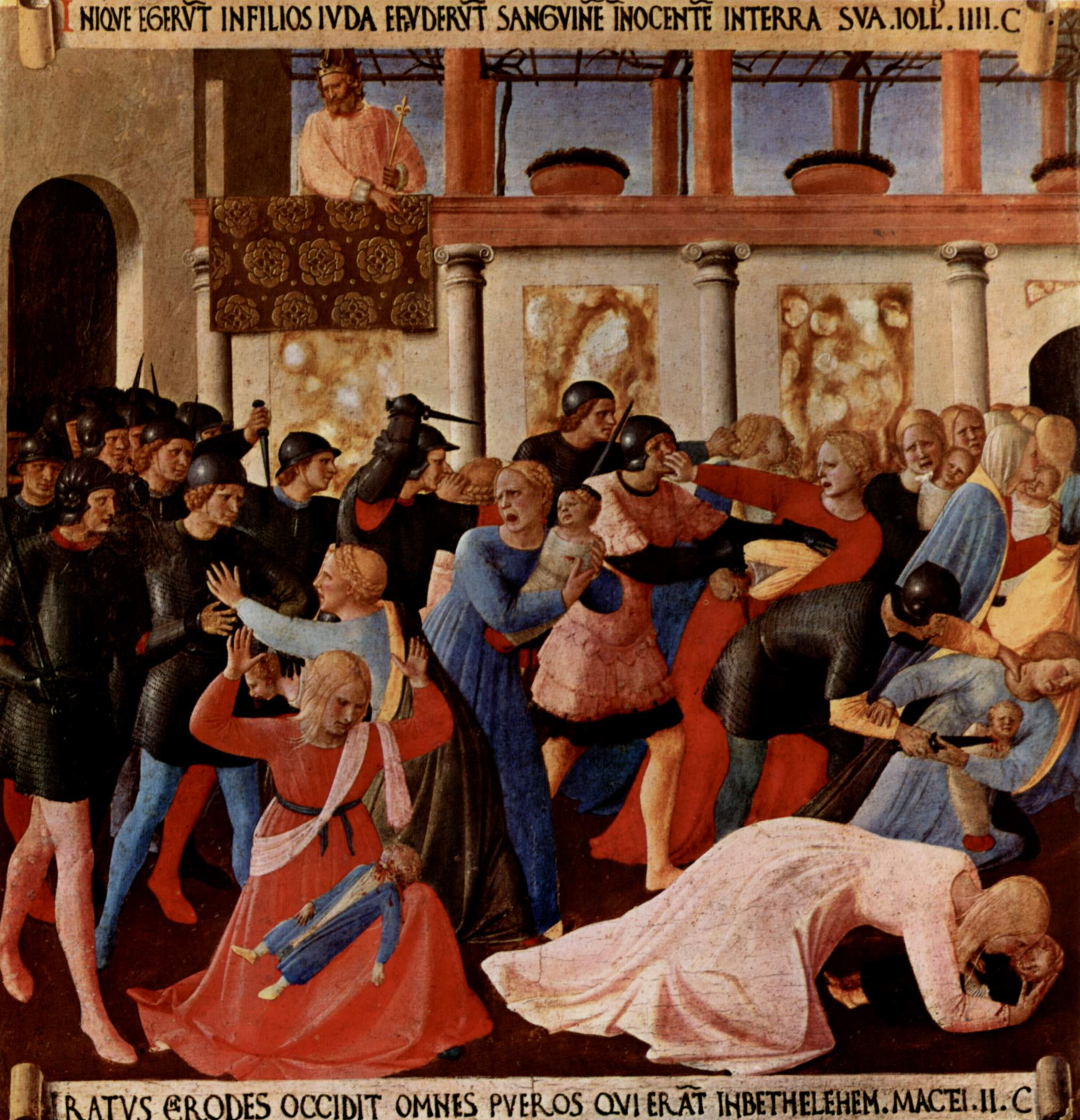
Fra Angelico (Museo di San Marco, Florenz)
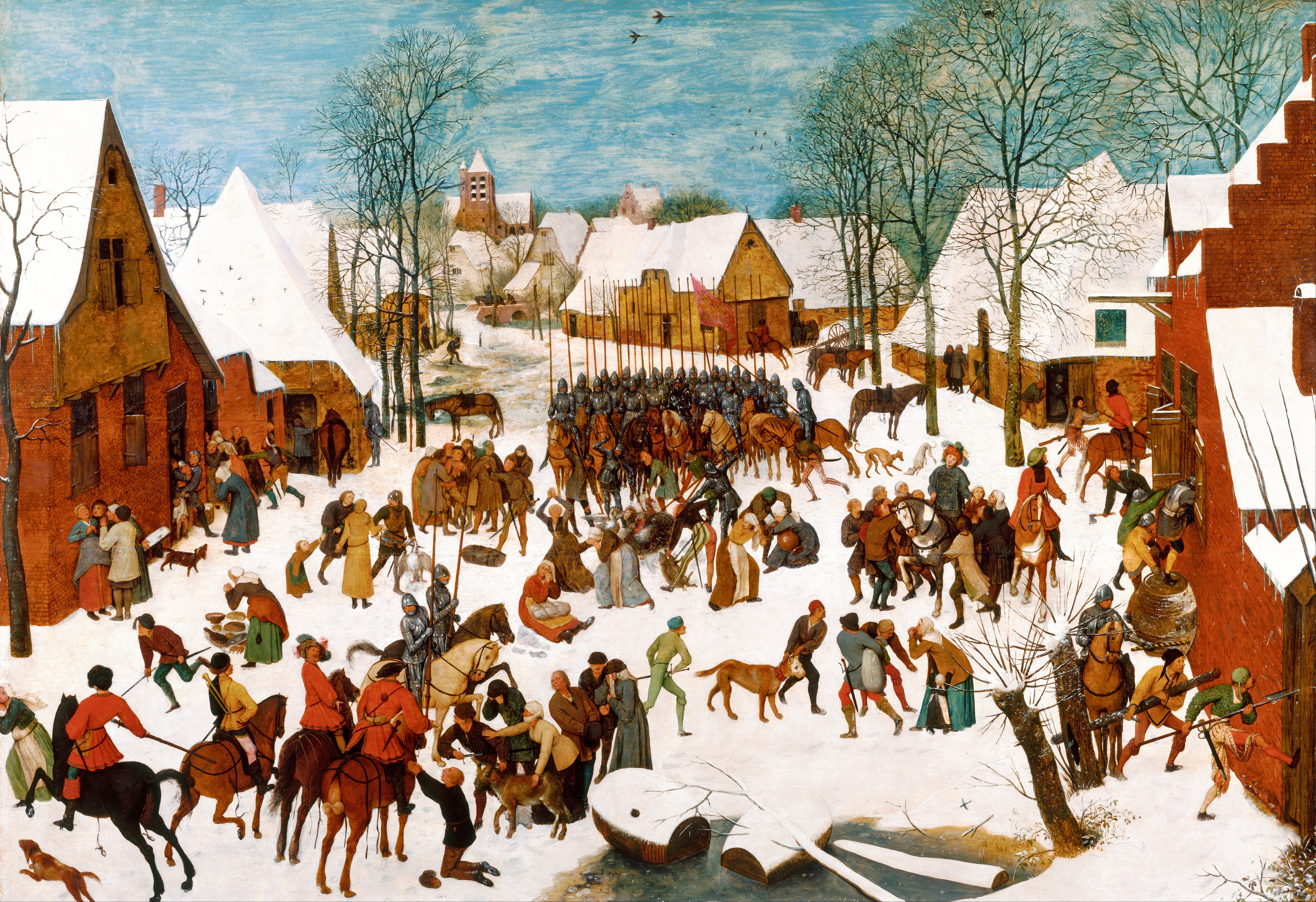
Pieter Bruegel der Ältere (Royal Collection in London)

Von Peter Paul Rubens beziehungsweise aus seiner Werkstatt stammen drei Werke zu diesem Thema:
- Das Massaker der Unschuldigen, auch Kindermord von Bethlehem genannt, wurde 1609/11 gemalt. Bei einer Versteigerung im Londoner Auktionshaus Sotheby’s wurde es am 10. Juli 2002 für die damalige Rekordsumme von 76,7 Millionen US-Dollar versteigert (siehe auch Liste der teuersten Gemälde). Es hängt heute in der Art Gallery of Ontario.
- Der bethlehemische Kindermord in der Alten Pinakothek in München entstand um 1638 auf Eichenholz mit einem Format von 198,5 × 302,2 cm.
- Der bethlehemische Kindermord aus Rubens’ Werkstatt im Format von 162,5 × 232 cm ist seit 1902 im Besitz der Königlichen Museen in Brüssel.[17]

- Rubens, um 1609/11
 (Art Gallery of Ontario)
- Rubens, um 1638
 (Alte Pinakothek, München)